# Erin Cafaro

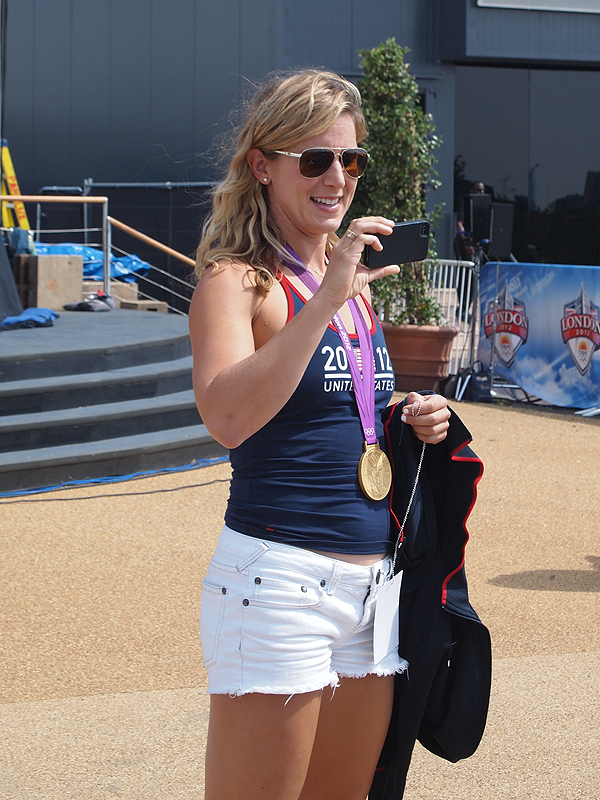
Erin Cafaro in London, 2012

Erin Cafaro (* 9. Juni 1983 in Modesto) ist eine US-amerikanische Ruderin, sie war Olympiasiegerin im Achter und Weltmeisterin in drei verschiedenen Bootsklassen. 
Cafaro begann 2001 an der University of California mit dem Rudersport. 2005 siegte sie mit dem Vierer ohne Steuerfrau bei den U23-Weltmeisterschaften. 2006 ruderte sie beim Weltcup in Luzern mit dem US-Achter auf den zweiten Platz, bei den Weltmeisterschaften in Eton gewann sie zusammen mit Portia McGee, Esther Lofgren und Rachel Jeffers die Bronzemedaille im Vierer ohne Steuerfrau. 2007 erruderte sie mit dem Achter in Luzern ihren ersten Weltcupsieg. Bei den Weltmeisterschaften in München saß sie wieder im Vierer ohne, der in der Besetzung Portia McGee, Erin Cafaro, Rachel Jeffers und Megan Dirkmaat den Weltmeistertitel gewann. Nach dem Achter-Sieg im Weltcup 2008 in Luzern blieb Cafaro auch für die Olympischen Spiele in Peking im US-Achter, der in der Besetzung Erin Cafaro, Lindsay Shoop, Anna Goodale, Elle Logan, Anna Cummins, Zsuzsanna Francia, Caroline Lind, Caryn Davies und Steuerfrau Mary Whipple die Goldmedaille erhielt. 
2009 startete Erin Cafaro beim Weltcup in Luzern in zwei Bootsklassen: Mit dem Achter belegte sie den zweiten Platz, im Zweier ohne Steuerfrau kam sie zusammen mit Mara Allen als Fünfte ins Ziel. Bei den Weltmeisterschaften in Posen siegte sie mit Zsuzsanna Francia im Zweier ohne, beide saßen auch im erfolgreichen Achter. 2010 trat Cafaro nur beim Weltcup in Luzern im Achter an, ansonsten ruderte sie zusammen mit Francia im ungesteuerten Zweier. Bei den Weltmeisterschaften 2010 auf der neuseeländischen Nordinsel belegten die beiden den dritten Platz. 2011 gewann Erin Cafaro einmal mehr mit dem Achter in Luzern, nahm aber nicht an den Weltmeisterschaften teil. 2012 ruderte Cafaro in den ersten beiden Weltcupregatten zusammen mit Elle Logan im Zweier auf den zweiten Platz hinter den Britinnen Helen Glover und Heather Stanning. Bei den Olympischen Spielen in London saß Cafaro wieder im US-Achter, der in der Besetzung Erin Cafaro, Zsuzsanna Francia, Esther Lofgren, Taylor Ritzel, Meghan Musnicki, Elle Logan, Caroline Lind, Caryn Davies und Mary Whipple die Goldmedaille gewann.